# Pope (Kakanj)
Pope es un pueblo ubicado en la municipalidad de Kakanj, en el cantón de Zenica-Doboj, Bosnia y Herzegovina.

## Superficie
Posee una superficie de 1,57 kilómetros cuadrados.

## Demografía
Hasta 2013 la población era de 950 habitantes, con una densidad de población de 604,5 habitantes por kilómetro cuadrado.